# Wahlkreis Südostfinnland
Der Wahlkreis Südostfinnland (Wahlkreis 08) ist einer von 13 finnischen Wahlkreisen für die Wahlen zum finnischen Parlament und zum Präsidenten der Republik Finnland. Er umfasst die finnischen Landschaften Südkarelien, Südsavo und Kymenlaakso. Bei den Parlamentswahlen stehen jedem Wahlkreis orientiert an der Einwohnerzahl eine bestimmte Anzahl von Mandaten im Parlament zu, dem Wahlkreis Südostfinnland derzeit 17 Sitze.
Der Wahlkreis wurde zur Parlamentswahl 2015 neu geschaffen durch Zusammenlegung der Wahlkreise Kymi und Südsavo.

## Abgeordnete im Parlament

### 2015 bis 2019

#### Nationale Sammlungspartei
Abgeordnete für die Nationale Sammlungspartei sind derzeit:
- Antti Häkkänen
- Jukka Kopra
- Lenita Toivakka

#### Grüner Bund
Abgeordnete für den Grünen Bund ist derzeit:
- Heli Järvinen

#### Sozialdemokratische Partei Finnlands
Abgeordnete für die Sozialdemokratische Partei Finnlands sind derzeit:
- Anneli Kiljunen
- Suna Kymäläinen
- Sirpa Paatero
- Satu Taavitsainen

#### Wahre Finnen
Abgeordnete für die Wahren Finnen sind derzeit:
- Juho Eerola
- Jari Lindström
- Jani Mäkelä
- Kaj Turunen

#### Zentrumspartei
Abgeordnete für die Zentrumspartei sind derzeit:
- Hanna Kosonen
- Jari Leppä
- Markku Pakkanen
- Kimmo Tiilikainen
- Ari Torniainen